# Richard Calder

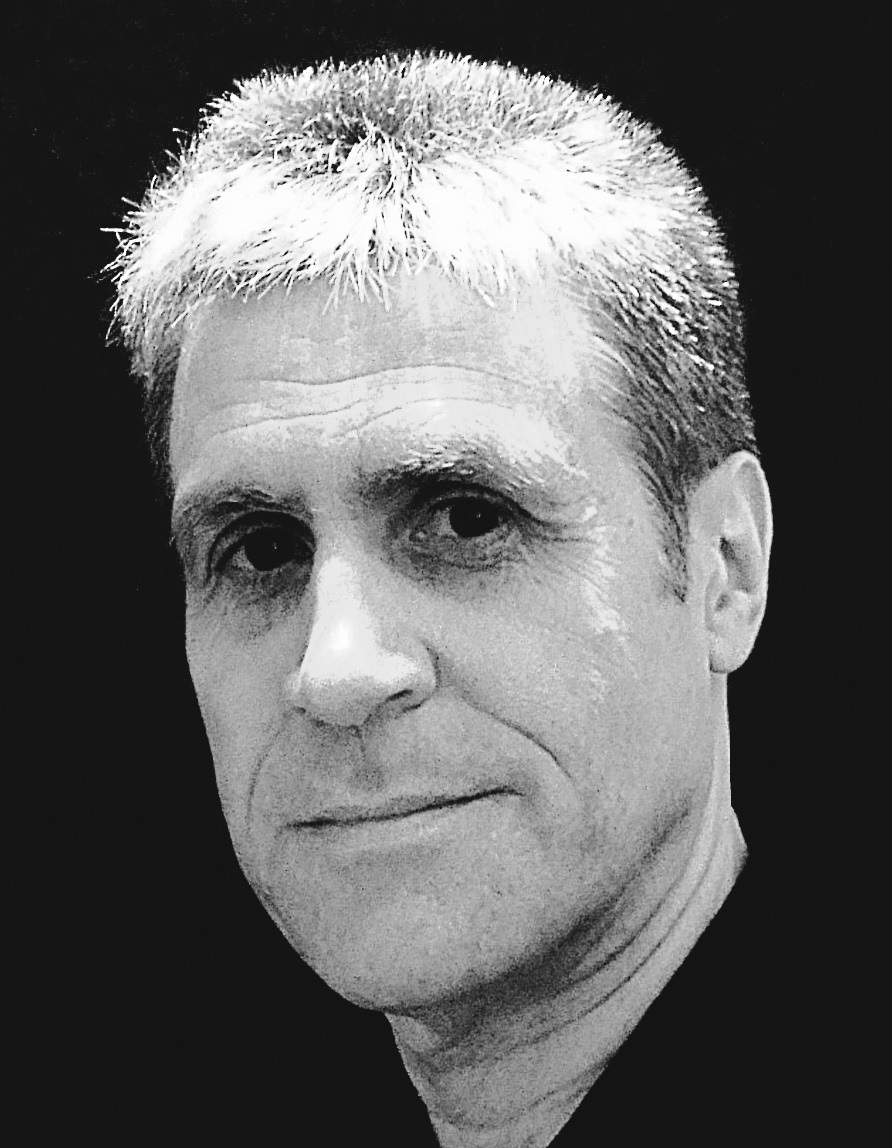
Richard Calder

Richard Calder (geboren 1956 in Whitechapel, London) ist ein britischer Science-Fiction-Autor.

## Leben
Calders erste SF-Veröffentlichung war die Kurzgeschichte Toxine, die 1989 in einer Anthologie des Magazins Interzone erschien.
1990 übersiedelte Calder mit seiner Frau nach Thailand, wo sie einen kleinen Laden in Nong Khai an der Grenze zu Laos betrieben und Calder seinen ersten Roman Dead Girls schrieb, der 1992 erschien. In dem im Jahr 2071 handelnden Roman wird die problematische Liebesbeziehung zwischen den Protagonisten Ignatz Zwakh und Primavera Bobinski erzählt. Primavera ist ein Lilim, ein vampirischer Halbroboter, der seine Opfer mit einer AIDS-ähnlichen Seuche infiziert. Die beiden Folgeromane Dead Boys (1994) und Dead Things (1996) handeln in der gleichen, stark erotisch gefärbten, von halbtoten Halbrobotern und anderen Mensch-Maschine-Mischwesen bevölkerten Post-Cyberpunk-Welt eines späten 21. Jahrhunderts. Eine Omnibus-Ausgabe der Dead-Trilogie erschien 1998.
2004 sollte Dead Girls verfilmt werden und Calder ein Drehbuch schreiben, das Projekt zerschlug sich jedoch. Anstatt eines Films entstand dann in Zusammenarbeit mit dem philippinischen Comiczeichner Leonardo M. Giron ein graphischer Roman, der ab 2011 in Fortsetzungen in Murky Depths und 2014 schließlich als Comicalbum erschien.
2012 erschien auch eine deutsche Übersetzung als Tote Mädchen, dritter und damit schon letzter Band in der von Dietmar Dath herausgegebenen Newgothic-Reihe bei Suhrkamp. 2014 wurde eine Hörspieladaption mit Janina Stopper als Primavera und Max Mauff als Ignatz vom Norddeutschen Rundfunk produziert und erstgesendet. Regie führte Martin Heindel, der auch die Funkbearbeitung erstellte.
Im August 2017 wurde das Hörspiel auf 1Live erneut gesendet.
In der Kategorie „Debütroman“ kam Dead Girls 1996 bei den Locus Awards auf den vierten Platz.
Calder kehrte 1997 nach England zurück. Von 1999 bis 2002 lebte er auf den Philippinen.

## Bibliografie
Dead Girls
- 1 Dead Girls (1992)
  - Deutsch: Tote Mädchen. Übersetzt von Hannes Riffel. Suhrkamp (Newgothic #3), 2012, ISBN 978-3-518-46309-3.
- 2 Dead Boys (1994)
- 3 Dead Things (1996)
- 4 Going to a Go-Go (2012)
- Dead Girls / Dead Boys / Dead Things (1993)
- Cythera (1997)

Comic-Adaptionen:
- Dead Girls 1 : The Last Of England (2010; mit Leonardo M. Giron)
- Dead Girls: The Graphic Novel (2014)

Lords of Soho
- Incunabula (in: Interzone, #159 September 2000)
- The Lady of the Carnelias (in: Interzone, #161 November 2000)
- Lord Soho (in: Interzone, #154 April 2000)
- Malignos (Roman, 2000)
- Espiritu Santo (in: Interzone, #170 August 2001)
- The Nephilim (in: Interzone, #164 February 2001)
- Roach Motel (in: Interzone, #166 April 2001)
- Lord Soho: A Time Opera (Sammlung der Kurzgeschichten, 2002)

Romane
- Frenzetta (1998)
- The Twist (1999)
- Impakto (2001)
- Lord Soho (2002)
- Babylon (2005)

Kurzgeschichten
1989:
- Toxine (1989, in: John Clute, Lee Montgomerie, David Pringle und Simon Ounsley (Hrsg.): Interzone: The 5th Anthology)
- Mosquito (in: Interzone, #32 November-December 1989)

1990:
- The Lilim (in: Interzone, #34 March-April 1990)
- The Allure (in: Interzone, #40 October 1990)

1996:
- The Embarkation for Cythera (in: Interzone, #106 April 1996)

1998:
- Lost in Cathay (1998, in: Rose Secrest und Jeff VanderMeer (Hrsg.): Leviathan 2: The Legacy of Boccaccio)

1999:
- Malignos (in: Interzone, #144 June 1999)
- Impakto (in: Interzone, #150 December 1999)

2002:
- Zarzuela (in: Interzone, #178 April 2002)
- The Dark (in: Interzone, #181 August 2002)

2003:
- The Catgirl Manifesto (2003, in: Jeff VanderMeer (Hrsg.): Album Zutique #1)
- Female Hyper-Orgasmic Epilepsy (2003, in: Jeff VanderMeer und Mark Roberts (Hrsg.): The Thackery T. Lambshead Pocket Guide to Eccentric & Discredited Diseases)
- Reminiscences (2003, in: Jeff VanderMeer und Mark Roberts (Hrsg.): The Thackery T. Lambshead Pocket Guide to Eccentric & Discredited Diseases)

2005:
- After the Party (3 Teile in: Interzone, #201 November-December 2005 ff.; auch: After the Party: A Nymphomaniad, 2013)

2007:
- Death and the Maiden (3 Teile in: Murky Depths, September 2007 ff.)

2011:
- Whisper (2011, in: Peter Crowther und Nick Gevers (Hrsg.): The New and Perfect Man (Postscripts #24/25))

2012:
- Madeline Smith (2012, in: Peter Crowther und Nick Gevers (Hrsg.): Unfit for Eden: Postscripts 26/27)

2014:
- We Are Not Alone (2014, in: Nick Gevers (Hrsg.): Far Voyager (Postscripts #32/33))